# قطعنامه ۶۵۶ شورای امنیت
قطعنامه ۶۵۶ شورای امنیت سازمان ملل متحد که در تاریخ ۰۸ ژوئن ۱۹۹۰ تصویب شد، سندی بین‌المللی دربارهٔ آمریکای مرکزی است. این قطعنامه طی نشست ۲۹۲۷ام با ۱۵ رای موافق، ۰ مخالف و ۰ ممتنع تصویب شد.